# 海底小精灵
《海底小精灵》（Snorks），由比利时人Nic Broca在1982年创作的漫画书，后被Hanna-Barbera Productions改编为动画片，于1984-1989年间在美国NBC电视台播映。中華民國的中華電視公司播出時稱為《小水精》。